# میسوراب
میسوراب، روستایی از توابع بخش مرکزی شهرستان کامیاران در استان کردستان ایران است.

## جمعیت
این روستا در دهستان ژاورود قرار دارد که در زبان کردی مێسووراو (مێ [گوسفند]+ سووراو [سرخ آبی یا صورتی] و براساس سرشماری مرکز آمار ایران در سال ۱۳۸۵، جمعیت آن ۲۱۵ نفر (۴۷خانوار) بوده‌است.